# Omikudži

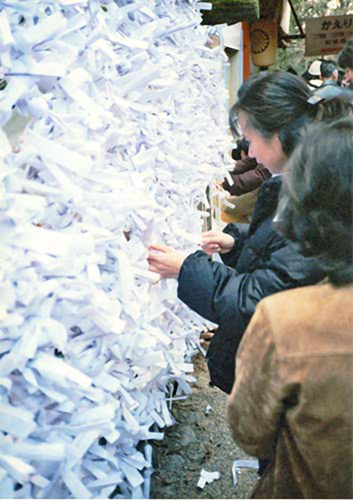
Omikudži ve svatyni Kasuga

Omikudži jsou malé pásky papíru s předpovědí přinášející štěstí či smůlu pro různé životní situace, které se používají v šintoistických svatyních. Návštěvníci si tyto papírky ve svatyních kupují a pokud je na nich dobrá zpráva, většinou si je odnášejí domů. Pokud je na nich špatné sdělení (např. „Velké neštěstí「), nechávají šintoisté omikudži zavěšeny na příslušných místech v prostorách svatyně a doufají, že kami tyto neradostné události zaženou.
Nejčastěji stojí 100 jenů, výjimečně jsou i v angličtině.